# Котёл-утилизатор

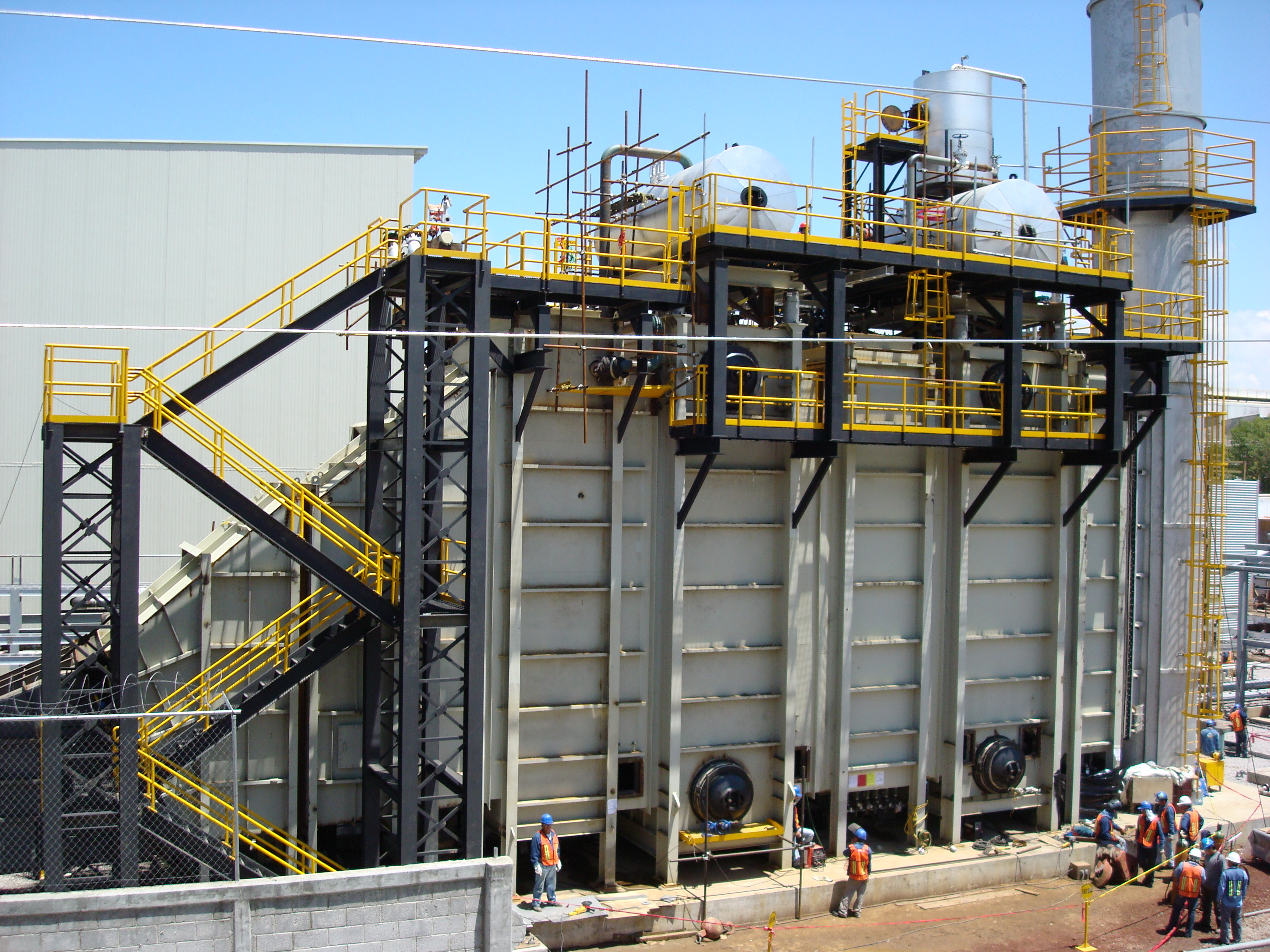
Модульный теплоутилизационный парогенератор

Котёл-утилиза́тор — котёл, использующий (утилизирующий) теплоту отходящих газов различных технологических установок — дизельных или газотурбинных установок, обжиговых и сушильных барабанных печей, вращающихся и туннельных технологических печей, мартеновских печей, установок крекинга. В судовых силовых установках, как например с высоконапорными мазутными котлами с турбонаддувочными агрегатами (создающими высокое давление в топке, по принципу действия очень похожи на турбонагнетатели) типа КВГ3 и КВГ4, возможно использование котла-утилизатора как парового, так и водогрейного.

## Описание
Котлы-утилизаторы не имеют всех элементов, характерных для топливосжигающих котлоагрегатов, в частности, горелок, дутьевых вентиляторов (но могут оснащаться дымососами) и системы подготовки и подачи топлива. Воздухоподогреватель и топка в котлах-утилизаторах отсутствуют, так как газы, используемые в котле, образуются в технологическом процессе основного производства.
Отходящие вторичные газы основной технологической установки сразу подаются на конвективные поверхности нагрева (пароперегреватель, испаритель, экономайзер), обычно представляющие собой решётки из обдуваемых потоком газа рядов труб. Температура газов, поступающих в котёл-утилизатор, приблизительно составляет 350—1000 °C.
Пар, получаемый от котлов-утилизаторов, имеет невысокие параметры: температуру до 400 °C и давление до 50 атм и обычно используется в технологических целях, а не для привода энергетических турбин.
Все котлы утилизаторы средней и большой мощности барабанного типа, то есть сепарация насыщенного пара от воды происходит в барабане. Циркуляция воды через испарительные поверхности нагрева обычно принудительная и производится циркуляционными насосами.
Котлы-утилизаторы, работающие на газах различных печей, использующие газы после сушильных, обжиговых или мартеновских печей имеют особенности в эксплуатации. Отходящие газы таких установок содержат много пыли и часто содержат агрессивные химические вещества, что иногда вызывает необходимость очистки газов до котла-утилизатора. Наиболее часто для очистки используют циклоны и электрофильтры. Но предварительной очистки обычно не хватает для полной очистки газов от пыли. Пыль оседает на поверхностях нагрева, возможные утечки воды увлажняет пыль, образуя прочный постепенно нарастающий по толщине слой, что уменьшает теплоотдачу и вызывает неравномерный нагрев металла поверхностей нагрева и влечёт перекос змеевиков из-за неравномерного термического расширения.
Присутствие в газах соединений кальция, натрия, серы и др. приводит к образованию на змеевиках сцементировавшихся отложений, вызывающих снижение теплоотдачи, химическую коррозию поверхностей нагрева и снижающих сечение для прохода газов.
Для борьбы с нарастанием слоя отложений применяют различные способы их периодического удаления — виброочистку, обмывку, дробовую очистку потоком стальной дроби или воздействием ударных или мощных акустических волн, генерируемых специальными устройствами.
Если отходящий газ технологической установки содержит в своём составе несгоревшие компоненты, например, оксид углерода, применяют котлы-утилизаторы с дожиганием отходящих газов (см., например, патенты).
Парогазовые установки обязательно содержат в себе котёл-утилизатор, пар из которого используется для привода энергетической паровой турбины. Дымовые газы, адиабатно расширившись в турбине газотурбинного двигателя (см. цикл Брайтона), уже не могут совершать работу, поскольку их давление становится после такого расширения равным атмосферному, но всё ещё обладают высокой температурой, и соответственно, энтальпией. Паросиловая установка, получающая теплоту от выхлопных газов ГТД, позволяет эффективнее использовать тепловую энергию, высвобождающуюся при сжигании топлива (как правило, парогазовая установка в качестве топлива использует природный газ). КПД такого двойного цикла будет выше, чем КПД отдельной газотурбинной установки (работает по циклу Брайтона), или КПД отдельной паросиловой установки (работает по циклу Ренкина). Среди всех видов тепловых электростанций и тепловых двигателей в принципе, парогазовые установки обладают наивысшим термодинамическим КПД.

## Применение
Котлы-утилизаторы применяются в химической, металлургической промышленности, нефтяной, пищевой, текстильной, производстве строительных материалов и иных отраслях промышленности.